# بيرند غيرسدورف
بيرند غيرسدورف (بالألمانية: Bernd Gersdorff)‏ هو لاعب كرة قدم ألماني في مركز الهجوم، ولد في 18 نوفمبر 1946 في برلين في ألمانيا. شارك مع منتخب ألمانيا ب لكرة القدم ‏ ومنتخب ألمانيا لكرة القدم. أما مع النوادي، فقد لعب مع آينتراخت براونشفايغ وبايرن ميونخ وتنس بوروسيا برلين وسان خوزيه إيرث كويكس وسان خوسيه إيرثكويكس ونادي غوادالاخارا ونادي هرتا برلين.

## وصلات خارجية
- بيرند غيرسدورف على موقع قاعدة بيانات كرة القدم.إي يو (الإنجليزية)
- بيرند غيرسدورف على موقع بيانات كرة القدم. دي إي (الألمانية)
- بيرند غيرسدورف على موقع ناشيونال فوتبول تيمز (الإنجليزية)
- بيرند غيرسدورف على موقع عالم كرة القدم.نت (الإنجليزية)